# Ben Nelson
Earl Benjamin "Ben" Nelson, född 17 maj 1941 i McCook i Nebraska, är en amerikansk affärsman, advokat och demokratisk politiker. Han var ledamot av USA:s senat från delstaten Nebraska 2001–2013. Han var guvernör i Nebraska 1991–1999. Från och med 2025 är han den siste demokraten som innehar och/eller vunnit något statligt valt ämbete i Nebraska. 
Nelson avlade 1970 juristexamen vid University of Nebraska-Lincoln och arbetade som advokat och därefter som företagsledare inom försäkringsbranschen. 
År 1990 valdes han i ett mycket jämnt val till guvernör i Nebraska, en av USA:s mest konservativa delstater. Han var dock populär som guvernör och omvaldes fyra år senare med stor marginal. 1996 kandiderade han till USA:s senat, men förlorade något överraskande till republikanen Chuck Hagel. 2000 nominerades han åter till demokraternas kandidat till senaten efter att den sittande senatorn Bob Kerrey, tillika demokrat, avböjt återval. Nelson vann ett jämnt val. 
Som senator var Nelson tillsammans med Mary Landrieu från Louisiana en av senatens mest konservativa demokrater och röstade ofta med republikanerna. Nelson vann med över 28 procentenheter omval till senaten 2006. Han kandiderade inte för en tredje mandatperiod och lämnade senaten 2013. 
Nelson är gift och har fyra barn. Han är metodist.